# AAMI Classic 2014
Il AAMI Classic 2014 è stato un torneo di tennis giocato sul cemento. È stata la 26ª edizione del Kooyong Classic, che non fa parte dell'ATP Tour, ma è solo una esibizione in preparazione dell'Australian Open. Si è giocato al Kooyong Stadium di Melbourne in Australia, dall'8 all'11 gennaio 2014.

## Campione

### Singolare
Kei Nishikori ha battuto in finale  Tomáš Berdych con il punteggio di 6–4, 7–5.